# Moko (Spielwaren)
Moko Spielwaren war eine von Moses Kohnstam 1865 in Fürth gegründete Spielwarenfirma, die jedoch nicht nur eigene mechanische Spielwaren herstellte, sondern auch als Grossist andere Spielwaren vertrieb.

## Geschichte
Die Firma wurde am 3. Januar 1865 in das Handelsregister Fürth eingetragen. Bevor das 1898 erbaute Firmengebäude in der Nürnberger Straße 56 und 58 fertiggestellt wurde, war der Firmensitz zunächst in der Friedrichstraße 14. In London wurde 1900 eine Zweigniederlassung gegründet, welche von Julius Kohnstam, einem Sohn des Firmengründers, geleitet wurde. Dieser Betrieb wurde während des Ersten Weltkriegs enteignet. Kohnstam vertrieb auch Spielzeug von anderen kleineren Herstellern wie beispielsweise von Johann Philipp Meier unter seinem Namen und Logo.
Nach dem Ersten Weltkrieg gründete Julius Kohnstam in London die Julius Kohnstam Limited.
Bereits durch die Weltwirtschaftskrise in den späten 1920er Jahren wurde die Fürther Firma in Mitleidenschaft gezogen und in den 30er Jahren „arisiert“. 1933/34 erlosch die Firma,  das Firmengebäude wurde von Gustav Schickedanz im Jahr 1938 unter dem Einheitswert ersteigert. Mitglieder der Familie Kohnstam gelang zum Teil die Flucht und Emigration. Zwei der Töchter des Firmengründers kamen jedoch im Holocaust ums Leben. Auch heute gibt es noch in den USA lebende Nachfahren der Familie, mit Enkeln und Urenkeln von Julius die ebenfalls im Vereinigten Königreich leben.
Nach dem Zweiten Weltkrieg entdeckte ein Nachfahre von Moses Kohnstam die Firma Lesney, welche sich später Matchbox nannte. Er wurde dort der Fachmann für Finanzierung, Logistik, Lagerung und Verpackung des Unternehmens und entwarf nach dem Muster einer tschechischen Streichholzschachtel der Marke Norvic Matches die ersten Boxen für Lesney. Daher tragen die ersten sieben Modelle der A-Reihe der Firma Matchbox auch zusätzlich das Logo Moko.